# Туризам у Босни и Херцеговини
Туризам Босне и Херцеговине је брзорастући сектор који у последње време чини важан део државне привреде.
Босна и Херцеговина је била у групи држава са значајним туристичким развојем у неколико последњих година. Долазак туриста порастао је у просеку за 24% годишње у периоду између 1995. и 2000. године. Према подацима Светске туристичке организације (WТО) за 2008. годину, БиХ се нашла у врху списка земаља по порасту броја туриста с растом од 20%. У 2013. години у Босни и Херцеговини је регистрован долазак 844.189 туриста, што је повећање од 12,9%, док је остварено 1.822.927 ноћења, што представља пораст од 10,8% у односу на претходну годину. У структури ноћења страних туриста у 2013. години највише ноћења остварили су туристи из Хрватске (15,3%), Србије (11,9%), Турске (9,5%), Пољске (7,3%) и Словеније (6,8%). Туристи из ових пет земаља остварили су укупно 50,8% ноћења. Према процени Светске туристичке организације, Босна и Херцеговина ће имати трећу највећу стопу раста туризма у свету за пројектовано раздобље између 1995. и 2020. године.
Приходи од туризма дају велики допринос босанскохерцеговачкој привреди. Као резултат тога, Босна и Херцеговина сада има снажан годишњи раст долазака туриста и брзо ширење услуга у овом сектору. У БиХ постоје и летње и зимске дестинације с континуитетом у туризму током целе године. Осим главног града Сарајева, најважније туристичке дестинације су: град Мостар, Међугорје (верски туризам), Неум (купалишни туризам), Теслић (здравствени туризам), Јахорина (зимски туризам) и друге.